# Campylopus terebrifolius
Campylopus terebrifolius är en bladmossart som beskrevs av Georg Friedrich von Jaeger 1880. Campylopus terebrifolius ingår i släktet nervmossor, och familjen Dicranaceae. Inga underarter finns listade i Catalogue of Life.